# Gare de Baroncourt
Gare de Baroncourt vasútállomás Franciaországban, Dommary-Baroncourt településen.

## Vasútvonalak
Az állomást az alábbi vasútvonalak érintik:
- Longuyon-Onville et Pagny-sur-Moselle-vasútvonal

## Kapcsolódó állomások
A vasútállomáshoz az alábbi állomások vannak a legközelebb:
- Gare de Longuyon
- Gare de Conflans - Jarny